# KUKA
KUKA là một hãng Đức sản xuất robot công nghiệp và các giải pháp tự động hóa nhà máy. Công ty này có 25 chi nhánh trên toàn thế giới, chủ yếu là các công ty con bán hàng và dịch vụ, bao gồm cả ở Hoa Kỳ, Canada, Mexico, Brazil, Trung Quốc, Nhật Bản, Hàn Quốc, Đài Loan, Ấn Độ, Nga  và hầu hết các nước châu Âu. Tên công ty, KUKA, là một từ viết tắt cho Keller und Knappich Augsburg.

## Lịch sử

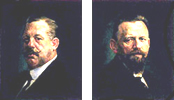
Công ty được thành lập vào năm 1898 bởi Johann Josef Keller và Jacob Knappich

Công ty được thành lập năm 1898 tại Augsburg, Đức, Johann Josef Keller và Jacob Knappich. Lúc đầu, công ty tập trung vào ánh sáng trong nhà và đường phố, nhưng ngay sau đó mở rộng sang các sản phẩm khác (Thiết bị hàn và các giải pháp liên quan; container lớn), để dẫn đầu thị trường trong các phương tiện chuyên chở công cộng ở châu Âu năm 1966. Keller & Knappich GmbH sáp nhập với một phần của Industrie -Werke Karlsruhe AG để trở thành công ty cổ phần Industrie-Werke Karlsruhe Augsburg, hay viết tắt KUKA.
Năm 2016, KUKA được Tập đoàn Midea của Trung Quốc mua lại với giá 5 tỉ USD.